# Yung Feng (1990)
Yung Feng (永豐) – tajwański niszczyciel min z lat 90. XX wieku, jedna z czterech zamówionych przez Tajwan jednostek typu Yung Feng. Okręt został zwodowany 26 kwietnia 1990 roku w niemieckiej stoczni Abeking & Rasmussen w Lemwerder, a do służby w marynarce wojennej Republiki Chińskiej wszedł 12 lipca 1991 roku. Jednostka nadal znajduje się w składzie floty i ma status operacyjny (stan na 2019 rok).

## Projekt i budowa
Niszczyciele min typu Yung Feng zostały zamówione przez rząd Tajwanu w Niemczech w 1988 i 1989 roku w celu zastąpienia wyeksploatowanych trałowców pozyskanych z US Navy . Projekt nosił oznaczenie MWV 50. Aby uniknąć protestów władz Chińskiej Republiki Ludowej, formalnie jednostki miały być przeznaczone dla firmy CPC Corporation (zajmującej się handlem i wydobyciem ropy naftowej i gazu ziemnego) jako uniwersalne statki przeznaczone do obsługi platform wiertniczych, badań oceanograficznych, zwalczania pożarów, kontroli zanieczyszczeń oraz poszukiwań i ratownictwa . Jednostki zostały więc zbudowane jako cywilne, pomalowane na kolor niebieski (kadłub) i biały (nadbudówka); nie zainstalowano na nich uzbrojenia ani wyposażenia . Planowane zamówienie na kolejne osiem okrętów zostało anulowane z powodu skandalu związanego z ujawnieniem prawdziwego przeznaczenia jednostek .
„Yung Feng” zbudowany został w stoczni Abeking & Rasmussen w Lemwerder . Stępkę okrętu położono 14 września 1988 roku, a zwodowany został 26 kwietnia 1990 roku .

## Dane taktyczno–techniczne
Okręt jest przybrzeżnym niszczycielem min z kadłubem wykonanym z drewna . Długość całkowita wynosi 49,7 metra, szerokość 8,7 metra, a zanurzenie 3,1 metra. Wyporność lekka wynosi 500 ton, a pełna 540 ton . Okręt napędzany jest przez dwa 8-cylindrowe silniki wysokoprężne MTU 8V 396 TB93 o łącznej mocy 1,6 MW (2180 KM), poruszające poprzez wały napędowe dwoma śrubami . Maksymalna prędkość jednostki wynosi 14 węzłów. Zasięg wynosi 3500 Mm przy prędkości 14 węzłów.
Uzbrojenie artyleryjskie jednostki składało się początkowo z dwóch pojedynczych wielkokalibrowych karabinów maszynowych kalibru 12,7 mm L/90 . Wyposażenie przeciwminowe stanowiły dwa pojazdy podwodne: Pinguin A1 i Pinguin B3 . Wyposażenie radioelektroniczne obejmowało radar Decca oraz sonar kadłubowy TSM-2022 .
Załoga okrętu składa się z 5 oficerów i 40 podoficerów i marynarzy.

## Służba
Nieuzbrojony i pozbawiony wyposażenia przeciwminowego „Yung Feng” został przyjęty do służby w marynarce wojennej Republiki Chińskiej 12 lipca 1991 roku . Okręt otrzymał numer taktyczny 1301 . Pełną gotowość bojową jednostka osiągnęła dopiero w 1995 roku, po montażu uzbrojenia i wyposażeniu w system wykrywania min Thomson Sintra IBIS V oraz pojazdy podwodne .
W 1997 roku na pokładzie dziobowym jednostki zainstalowano pojedyncze działko T75 kal. 20 mm L/68 . Po 2010 roku „Yung Feng” został poddany modernizacji, w wyniku której w miejsce sonaru TSM-2022 zainstalowano nowy SA 950 oraz zamiast pojazdu podwodnego Pinguin A1 dodano drugi Pinguin B3 . Jednostka nadal znajduje się w składzie floty i ma status operacyjny (stan na 2019 rok) .